# گویش افشاری
زبان ترکی افشاری زبانی از شاخه اوغوز جنوبی از خانواده زبان‌های ترکی است که در ایران و قسمت‌هایی از افغانستان رایج است. بیشتر متکلمین این زبان در استان کرمان هستند، افشارها و بچاقچی‌های استان کرمان به این زبان تکلم می‌کنند. بخشی از شهروندان شهرستان بافت و ارزوئیه و گروهی در شهرستان‌های سیرجان، بردسیر و حاجی‌آباد هرمزگان نیز به این زبان تکلم می‌کنند.
تعداد متکلمین این زبان در استان کرمان حدود ۶۰ هزار نفر و در کل حدود ۶۰۰ هزار نفر برآورد شده است.
در استان آذربایجان غربی و به‌ویژه در شهر ارومیه، گویش افشاری به گونه‌ای دیگر تکلم می‌شود که شباهت زیادی به گویش تبریزی دارد. گویش افشاری در ارومیه به عنوان یکی از گویش‌های زبان ترکی آذربایجانی طبقه‌بندی می‌شود.